# ワジ

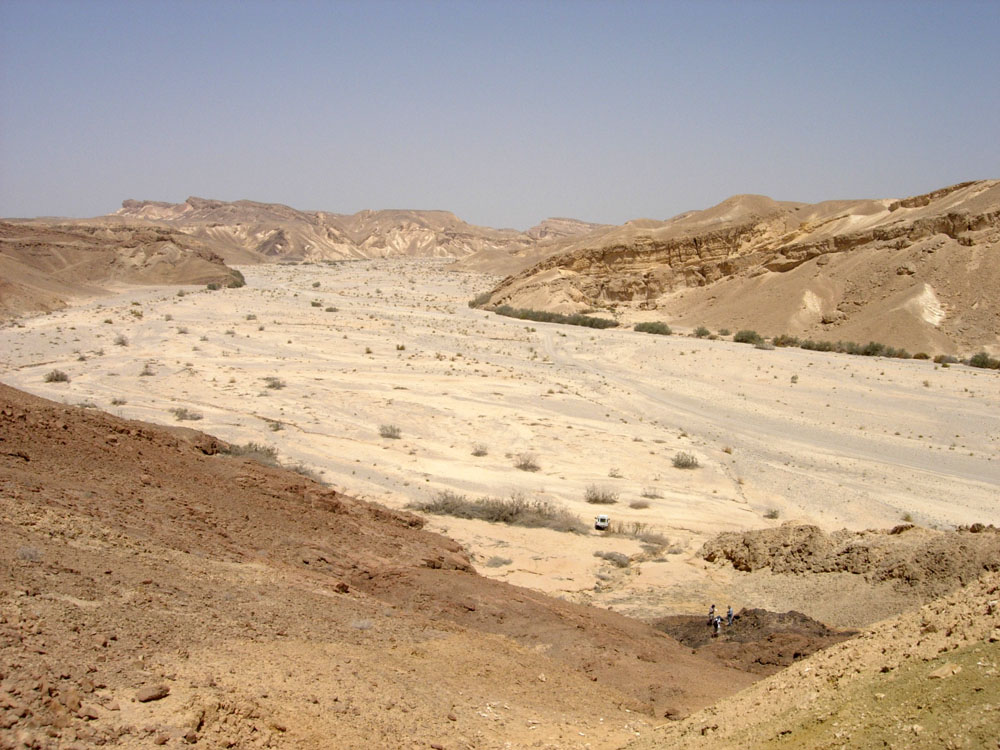
イスラエルネゲヴ地方のワジ

ワジ、ワディ、ワーディー、ワーディ（Wadi、アラビア語: وادي、wādī）は、アフリカ大陸やアラビア半島などの砂漠気候地帯や乾燥地帯の各地にある、流水のない「涸れ川」（かれがわ）。雨季の一時的な豪雨の時のみに水が流れる季節河川。アメリカ合衆国南西部やメキシコではアロヨ (西: Arroyo) と呼ばれる。

## 概説
年間をとおして降水量が蒸発量より少ない高温乾燥地域にみられる。本来、川になるはずの地形が普段は干上がっており、雨季の一時的な豪雨の時のみ水流が出現するなど、地理が非常に悪い。

## 利用
水のない乾季の間はワジは地域住民の交通路として使われていることがある。ただし、雨季に幅の広いワジを横切っていると突然水が流れてくる危険（鉄砲水）がある。サウジアラビアなどでは毎年死者が出ている。
ワジの近くでは地下水脈が利用できるため、居住地ができることもある。砂漠の中にある集落にはオアシスにできる集落のほか、ワジを利用した集落も多い。

## 主なワジ
- タマンラセットワジ
- タファサセットワジ
- ガザルワジ
- ミルクワジ
- ワーディー・ハンママート
- ワーディー・ライヤーン
- ワーディー・ラム（ワディ・ラム）